# Rupert Grint
Rupert Alexander Lloyd Grint (født 24. august 1988) er en engelsk skuespiller, der er bedst kendt for at spille Ron Weasley i Harry Potter-filmene.

## Opvækst
Grint blev født i Watton-at-Stone, Hertfordshire. Hans mor, Jo, er husmor og hans far, Nigel Grint, er souvenirhandler og tidligere racerkører. Han har en bror, James (født i 1990) og 3 søstre: Georgina (født i 1993), Samantha (født i 1996) og Charlotte (født i 1998). Før han medvirkede i Harry Potter og De Vises Sten, havde han kun optrådt i skoleforestillinger og sammen med sin dramagruppe, Top Hat Stage School.

## Karriere
Som stor fan af Harry Potter-bøgerne så var Grint meget interesseret i at få en rolle i filmene. Til sin audition sendte han en hjemmelavet video af sig selv, hvori han havde klædt sig ud som sin drama-lærer, imens han rappede om, hvor meget han gerne ville have rollen og han fik rollen pga det. Efter at have fuldendt optagelserne til den første Harry Potter-filmen Harry Potter og De Vises Sten optrådte han som Alan A. Allen i den britiske komedie fra 2002, Thunderpants. I 2002, 2004, 2005, 2007, 2009, 2010 og 2011 medvirkede han igen som Ron Weasley i Potter-efterfølgerne Harry Potter og Hemmelighedernes Kammer, Harry Potter og Fangen fra Azkaban, Harry Potter og Flammernes Pokal, Harry Potter og Fønixordenen, Harry Potter og Halvblodsprinsen, Harry Potter og Dødsregalierne - del 1 og Harry Potter og Dødsregalierne - del 2.
Grint har også medvirket i Driving Lessons sammen med Laura Linney og Julie Walters (som spillede hans karakter Ron's mor, Mrs. Weasley, i Harry Potter-filmene). Driving lessons havde premiere i sommeren 2006.
Derudover havde Grint en af de tre hovedroller i det britiske lavbudgets drama fra 2010 Cherrybomb, hvor han spiller Malacy, der sammen med sin bedste ven Luke (spillet af irske Robert Sheehan)lever det vilde liv med stoffer og druk. Han ender i en hed kærligheds trekant mellem ham selv, hans ven Luke og hans chef's datter Michelle (spillet af Kimberley Nixon) der lige er flyttet tilbage til deres hjemby efter at have boet i London.
I 2010 medvirker han også i komedien Wild Target, i rollen som den lidt små naive Tony der tilfældigt bliver hevet med på en hektisk flugt fra en flok lejemordere, sammen med den garvede lejemorder Victor Maynard (Bill Nighy), der foregiver at være privat detektiv, og svindler og stortyven Rose (Emily Blunt) der ikke ved at den ellers så rare Victor i virkeligheden er hyret til at likvidere hende.
Grint kan også ses i Ed Sheeran's musikvideo til nummeret "Lego House".
Grint er også kendt for sin radio- og fjernsyns voice-over. Han har bl.a. lagt stemme til Nigel Molesworth i Baggy Trousers-serien på BBC Radio 4 og lagde stemme til Peter Pan i en BBC-dokumentar.
Den 9. juli 2007 fik Grint, Daniel Radcliffe og Emma Watson hver en flise på Hollywood Walk of Fame foran Grauman's Chinese Theater..
Imens Fangen fra Azkaban blev redigeret udtalte Alfonso Cuarón at han havde fået det indtryk at Grint er "den fremtidige stjerne fra Hogwarts-trioen".

### Trivia
- Han er 1,75 m høj.
- Da han var lille samlede han på forskellige yo-yoer.
- Han har spillet en fisk i en opsætning af Noas Ark og han har også spillet Rumleskaft i en anden skoleforestilling[5].
- Lider af araknofobi (angst for edderkopper).
- Bestod sin køreprøve i efteråret 2005 efter to mislykkede forsøg.
- Havde egentlig fået den mandlige hovedrolle i filmen A Cinderella Story, men blev nødt til at springe fra, da han ikke var færdig med Harry Potter og Fangen fra Azkaban.
- Han "glemte" at skrive en stil, der beskrev Ron Weasley, til instruktøren, fordi (som han selv sagde:) "Det ville Ron ha' gjort!"
- Han tjente $4 mio. på Harry Potter og Fønixordenen og Harry Potter og Halvblodsprinsen.
- Da han siden han var ganske ung, har ville have en isbil, har han nu købt en og serveret is for hele Harry Potter-crewet.

## Privat
Grint har været i et forhold med skuespillerinde Georgia Groome siden 2011. I april 2020 blev det annonceret, at parret venter deres første barn sammen. I maj 2020 fødte Groome deres datter
Wedensday G. Grint.

## Filmografi
- Harry Potter og De Vises Sten (2001)
- Thunderpants (2002)
- Harry Potter og Hemmelighedernes Kammer (2002)
- Harry Potter og fangen fra Azkaban (2004)
- Happy Birthday, Peter Pan (2005)
- Harry Potter og Flammernes Pokal (2005)
- Driving Lessons (2006)
- Harry Potter og Fønixordenen (2007)
- Harry Potter og Halvblodsprinsen (2008)
- Harry Potter og Dødsregalierne - del 1 (2010)
- Wild Target (2010)
- Cherrybomb (2010)
- Come Fly with Me' (2010)
- Harry Potter og Dødsregalierne - del 2 (2011)
- Into the White (2012)
- Postman Pat: The Movie - You Know You're The One (2013)
- The Necessary Death of Charlie Countryman (2013)
- CBGB (2013)